# 小池徹平
小池 徹平（こいけ てっぺい、1986年〈昭和61年〉1月5日 - ）は、日本の俳優・シンガーソングライター。本名同じ。ウエンツ瑛士との音楽デュオ・WaTの元メンバー。大阪府南河内郡狭山町（現大阪狭山市）出身。バーニングプロダクション所属。

## 概要
山羊座。左利き。身長167cm。
雑誌の活動を経て、2002年に関西テレビ制作のドラマ『天体観測』で俳優デビューし、ウエンツ瑛士と音楽デュオ・WaTを結成して2005年にメジャーデビューを果たす。同ユニットは、2016年をもって解散となった。
2016年、舞台『1789』『キンキーブーツ』での演技が評価され第42回菊田一夫演劇賞・演劇賞受賞。
2018年11月8日、女優の永夏子と約3年間の交際期間を経て結婚したことを公式サイトで明らかにした。
2019年9月6日に第1子男児が誕生、2021年に第2子男児が誕生した。

## 人物
「徹平」という名前は父親の好きなマンガ『おれは鉄兵』（作：ちばてつや）から。

### 特徴
左利きであるが、ギター・ボウリング・習字などは右手を使っている。これは元来右利きだったのが、幼少期に左利きの父親の真似をしていたことによって自ずと両利きになり、厳密には矯正による左利きである。左利きであるがゆえに、WaTではお互いの利き腕がぶつからないように、「小池が右・ウエンツが左」と立ち位置が決まっている。矯正左利きで手先が器用でマジックやコンピュータゲームを得意とし、ドラマなどで左手を利き腕にしている事が多い。

### 趣味・特技
趣味は料理と釣り。魚を捌けるようになったのは独学で、YouTubeで色んな人のを見て習得した。父が釣りをしていた影響で、中学生の時にクリスマスプレゼントで竿を買って貰い、一時期釣りに行っていた。
結婚後は義理父と趣味が合うこともあり、泊まりで一緒に釣りへ行くことがある。
特技はヨーヨーが得意で、2011年4月29日放送分の『笑っていいとも!』の『ドヤテクZ』コーナーでハイパーヨーヨーの技術を披露したことがある。

### 学生時代
中学生時代は、バスケットボール部に所属していた。空手もやっていたが、「人を殴るのが嫌」という理由ですぐに辞めた。
高校は、大阪府立長野高等学校に入学したが、ジュノンボーイコンテストグランプリ後に、堀越高校ヘ転校した。高校生時代は芸能の仕事が無く、皆勤賞だった。

### 憧れの人物
目標の人物に福山雅治の名前をあげて「ああいう色っぽい大人になりたい」「ああいう音楽と俳優を両立できてる人になりたい」と語っている。

### 免許・資格
小型船舶免許を保有していた。

### 家族・親族
父、母、2人兄弟で弟がいる。
SixTONESの京本大我ははとこに当たる（小池の父と京本の母である山本博美がいとこ同士）。
息子が2人。小池がお酒好きなこともあり、子供が20歳になったら一緒に飲めるようにと長男が生まれた時に梅酒を漬けた。

### 性格
本人は「基本真面目だけど、マイペース。」 ドラマや映画で共演したキャストやスタッフから、芝居に対する真面目な姿勢や気配り上手な人柄を高く評価されることが多く、シバトラで共演した真矢みきも「叩いたら人間の嫌な部分が出てくるんだろうと思うんだけど、どこからも出てこない（笑）」等と小池の人柄を絶賛している心配性で涙もろい一面もあり、シバトラではプレッシャーから涙を流しながらのクランクアップとなった。コブクロと初対面した時に徹平が「僕等の居場所」を歌った際、お返しにコブクロが「轍」を歌った時にイントロから感激のあまり泣いていた、インディーズのデビューイベントで号泣した。

### 音楽
音楽を始めたのは中学2年の時で、ゆずの弾き語りに憧れてギターを始めたことがきっかけだった。初めて弾いた曲はゆずのシングル「友達の唄」。2012年4月27日放送の音楽番組『僕らの音楽』（フジテレビ）で、ゆずと共演している。
ジュノンボーイコンテスト最終選考会ではコブクロの「轍-わだち-」を歌っている。このとき、演奏中にギターの弦が切れたが演奏を続けてグランプリに選出された。
「WaT」結成当初は、「アイドル歌手」ではなくオリジナルの楽曲で代々木公園近辺でストリートミュージシャンの活動から始めた。「WaT」として第56回NHK紅白歌合戦と第57回NHK紅白歌合戦に出演した。初出場時にマイクスタンドが倒れ、翌年本番前に楽屋からステージに移動するエレベーターが急停止し閉じ込められたが、56回はマイクなしの生声で歌唱し、57回は本番に間に合った。初出場の第56回はメジャーデビューから2か月だった。
コブクロのファンを公言し、コンテスト最終選考会の他に月光音楽団 (TBSテレビ) にWaTとして出演した際、ストリートミュージシャン時代に歌った「YELL〜エール〜」をカバーした。
ソロデビューは2007年2月の「君に贈る歌/ラッキーでハッピー」で、森永乳業の「アロエヨーグルト」のコマーシャルソングとして使われていた。

### ウォーターボーイズ2
2009年現在で一番大変だった仕事はドラマ『ウォーターボーイズ2』で、撮影期間は一週間のうち6日が撮影で1日はシンクロナイズドスイミングの練習と、過酷であった。撮影まではほとんど泳げずにスポーツジムで練習した。礼儀正しさと芝居に対する真剣さが当時のスタッフから評価され、シンクロの大技である「五段やぐら」を練習している際に肩を脱臼したが撮影を続行している。この際の脱臼はこの後も脱臼癖として残っている。

## 出演

### ドラマ

#### テレビドラマ
- 天体観測（2002年7月2日 - 9月17日、関西テレビ・フジテレビ） - 山田昇 役[2]
- お義母さんといっしょ（2003年1月7日 - 3月11日、フジテレビ） - 小早川直樹 役
- あなたの人生お運びします!（2003年4月10日 - 6月19日、TBS） - 小暮芳松 役[2]
- ヤンキー母校に帰る（2003年10月10日 - 12月12日、TBS） - 村瀬元哉 役[2]
- WATER BOYS2（2004年7月6日 - 9月21日、フジテレビ） - 岩田巌男 役[2]
- ディビジョン1 ステージ8『放課後。』（2004年11月24日 - 12月22日、フジテレビ） - 小宮要 役
- ごくせん 第2シリーズ（2005年1月15日 - 3月19日、日本テレビ） - 武田啓太 役[28]
- ドラゴン桜 シリーズ（TBS） - 緒方英喜 役[2]
  - 第1シリーズ（2005年7月8日 - 9月16日）
  - 第2シリーズ 最終話（2021年6月27日）[29]
- 鬼嫁日記（2005年10月11日 - 12月20日、関西テレビ・フジテレビ） - 沢村亮介 役[2]
- 医龍-Team Medical Dragon- シリーズ（フジテレビ） - 伊集院登 役
  - 医龍-Team Medical Dragon-（2006年4月13日 - 6月29日）[30]
  - 医龍-Team Medical Dragon2-（2007年10月11日 - 12月20日）[31]
  - 医龍-Team Medical Dragon3-（2010年10月14日 - 12月16日）
  - 医龍-Team Medical Dragon4-（2014年1月9日 - 3月20日）
- まだ見ぬ父へ、母へ・魂で歌う青い海〜全盲のテノール歌手・新垣勉の軌跡（2007年12月21日、フジテレビ） - 主演・新垣勉 役[32]
- シバトラ〜童顔刑事・柴田竹虎〜 シリーズ（フジテレビ） - 主演・柴田竹虎 役
  - シバトラ〜童顔刑事・柴田竹虎〜（2008年7月8日 - 9月16日）[33]
  - シバトラ〜童顔刑事!史上最大の危機スペシャル〜（2009年5月9日）
  - シバトラ〜さらば、童顔刑事スペシャル〜（2010年5月22日）
- ホームレス中学生（2008年7月12日、フジテレビ） - 爽やかな男 役（特別出演）[34]
- チェルシーホテルへようこそ（2009年1月3日、フジテレビ）
- おひとりさま（2009年10月16日 - 12月18日、TBS） - 神坂真一 役
- 鉄の骨（2010年7月3日 - 7月31日、NHK総合） - 主演・富島平太 役[35]
- サラリーマンNEO Season6（2011年、NHK）#16、#20　ゲスト出演
- 祝女 Season3（2011年、NHK）#3、#5　ゲスト出演
- プロポーズ兄弟〜生まれ順別 男が結婚する方法〜（2011年2月21日 - 24日、フジテレビ） - 山田二郎 役（第2話主演・第4話）
- 女医・倉石祥子 シリーズ（フジテレビ） - 蒲田駿 役
  - 女医・倉石祥子〜死の点滴〜（2012年2月17日）
  - 女医・倉石祥子2〜死の研究室〜（2013年8月23日）
  - 女医・倉石祥子3〜死の最終診断〜（2014年6月13日）
  - 女医・倉石祥子4〜死の内科病棟〜（2016年10月21日）[36]
- 浪花少年探偵団（2012年7月2日 - 9月17日、TBS） - 新藤修平 役
- ドロクター～ある日、ボクは村でたった一人の医者になった（2012年9月16日・23日、NHK BSプレミアム） - 主演・中村伸一 役
- 連続テレビ小説 あまちゃん（2013年、NHK） - 足立ヒロシ 役
- 苦くて、甘い～希望の茶～

（2013年、NHK） - 主演・早川広太 役
- ほんとにあった怖い話 15周年スペシャル「S銅山の女」（2014年8月16日、フジテレビ）
- ボーダーライン（2014年10月4日 - 11月1日、NHK） - 主演・川端明 役[37][38]
- 婚活刑事（2015年7月2日 - 9月17日、読売テレビ・日本テレビ） - 藤岡躑躅 役[39]
- 佐武と市捕物控（2015年12月19日、BS日テレ） - 主演・佐武 役[40]
  - 佐武と市捕物控 冬夏の章（2016年12月17日）
- ちかえもん（2016年1月14日 - 3月3日、NHK総合） - 平野屋徳兵衛 役[41]
- 東京・足立区発ドラマ「千住クレイジーボーイズ」（2017年2月15日、NHK BSプレミアム） - 斉藤行 役[42]
- リバース （2017年4月14日 - 6月16日、TBS） - 広沢由樹 役[43]
- 我が家の問題 最終話（2018年2月25日、NHKプレミアム） - 田中淳一 役
- コンフィデンスマンJP 第8話（2018年6月4日、フジテレビ） - 桂公彦 役
- 覚悟はいいかそこの女子。 第2話（2018年7月2日、 MBS・2018年7月4日、TBS） - 柾木隆次 役
- 大恋愛〜僕を忘れる君と 第6話 - 第8話・最終話（2018年11月16日 - 11月30日・12月14日、TBS） - 松尾公平 役[44]
- リカ 第1部（2019年10月5日 - 27日、東海テレビ・フジテレビ） - 大矢昌史 役[45]
- ギルティ〜この恋は罪ですか?〜（2020年4月2日 - 8月6日、読売テレビ・日本テレビ） - 荻野一真 役[46]
- 書けないッ!?〜脚本家 吉丸圭佑の筋書きのない生活〜（2021年1月16日 - 3月13日、テレビ朝日） - 角隆史 役[47]
- 大河ドラマ 青天を衝け 第4回 - 第9回・第19回（2021年3月7日 - 4月11日・6月20日、NHK） - 橋本左内 役[48][49]
- ボクの殺意が恋をした（2021年8月15日 - 9月12日、日本テレビ） - 葉山武尊 役[50]
- 緊急取調室 第5話（2021年8月19日、テレビ朝日） - 村松彰 役
- 准教授・高槻彰良の推察 Season2（2021年10月10日 - 11月28日、WOWOW） - 寺内一 役[51]
- わげもん〜長崎通訳異聞〜（2022年1月8日 - 1月29日、NHK総合） - 森山栄之助 役[52]
- 科捜研の女 （テレビ朝日） - 君嶋直樹 役
  - 第22シーズン（2022年10月18日 - 12月20日）[53]
  - 第23シーズン（2023年8月16日 - 10月4日）[54][55]
  - 第24シーズン（2024年7月3日 - 9月11日）[56]
- 風間公親-教場0- 第8話（2023年5月29日、フジテレビ） - 名越哲弥 役[57]
- 離婚しない男-サレ夫と悪嫁の騙し愛-（2024年1月20日 - 3月16日、テレビ朝日） - 司馬マサト 役[58]
- 私の知らない私（2025年1月9日 - 3月20日、読売テレビ・日本テレビ） - 西島奏多 役[59]
- 失踪人捜索班 消えた真実 第2話（2025年4月18日、テレビ東京） - 宝崎優悟 役[60]
- DOPE 麻薬取締部特捜課（2025年7月4日 - 、TBS） - 戸倉俊仁 役[61][62]

#### 配信ドラマ
- 湘南☆夏恋物語（2011年8月1日 - BeeTVドラマ、毎週水曜日 / 10分×全12話） - 野々村洋介 役
- 奪い愛、夏（2019年8月8日 - 9月26日、AbemaTV） - 桐山椿 役[63][64]
- 酒癖50（2021年8月12日、8月19日、AbemaTV） - 武山健太 役
- 愛してるって、言いたい（2024年3月15日 - 5月10日、FOD） - 佐藤航平 役[65]

### 映画
- 誰がために（2005年10月17日公開） - 少年・山岸達也 役[66]
- ラブ☆コン（2006年7月15日公開） - 主演・大谷敦士 役[67]
- KIDS（2008年2月2日公開） - 主演・アサト 役[68]
- ホームレス中学生（2008年10月25日公開） - 主演・田村裕 役[34] 日本アカデミー賞新人俳優賞
- ごくせん THE MOVIE（2009年7月11日公開） - 武田啓太 役
- ブラック会社に勤めてるんだが、もう俺は限界かもしれない（2009年11月21日公開） - 主演・大根田真男 役
- サラリーマンNEO 劇場版(笑)（2011年11月3日公開） - 主演・新城誠 役
- サブイボマスク（2016年6月11日公開）- 権助 役 [69]
- 食べる女（2018年9月21日公開） - 友太 役
- 覚悟はいいかそこの女子。（2018年10月12日公開） - 柾木隆次 役
- コンフィデンスマンJP -ロマンス編-（2019年5月17日公開） - 桂公彦 役
- 半径1メートルの君～上を向いて歩こう～「真夜中」（2021年2月26日、KATSU-do）[70]
- 映画 おかあさんといっしょ ヘンテコ世界からの脱出!（2021年9月10日公開） - ヘンテコ世界の審査官役

### 舞台
- 朗読劇「ラヴ・レターズ」（2012年3月9日、パルコ劇場） - アンディ 役
  - 朗読劇「ラヴ・レターズ」（2018年11月16日、サンシャイン劇場） - アンディ 役
- シダの群れ 純情巡礼編（2012年5月4日 - 5月27日、シアターコクーン） - 泊 役
- メリリー・ウィー・ロール・アング（2013年11月1日 - 11月17日、天王洲 銀河劇場） - チャーリー 役[71]
- キレイ〜神様と待ち合わせした女〜（2014年12月5日 - 2015年1月18日） - ハリコナ（少年） 役
  - キレイ〜神様と待ち合わせした女〜（2019年12月4日 - 2020年 2月2日、シアターコクーン / 博多座 / フェスティバルホール） - ハリコナ（青年）役
- デスノート The Musical（2015年4月6日 - 4月29日、日生劇場 / 5月15日 - 17日、梅田芸術劇場メインホール / 5月23日・24日、愛知県芸術劇場大ホール） - L 役[72]
  - デスノート The Musical（再演）（2017年6月14日 - 9月24日)
- 1789 -バスティーユの恋人たち-（2016年4月9日 - 5月15日、帝国劇場） - 主演 ・ロナン 役[73]
  - 1789 -バスティーユの恋人たち-（再演）（2018年4月9日 - 7月30日、帝国劇場 / 梅田芸術劇場 / 博多座） - 主演 ・ロナン 役
- キンキーブーツ（2016年7月 - 8月、新国立劇場中劇場  / オリックス劇場） - 主演・チャーリー・プライス 役[74]
  - キンキーブーツ（再演）（2019年4月 - 5月、東急シアターオーブ / オリックス劇場） - 主演・チャーリー・プライス 役[75][76]
  - キンキーブーツ（再再演）（2022年10月 - 11月、東急シアターオーブ / オリックス劇場） - 主演・チャーリー・プライス 役[77]
- キャバレー（2017年1月 - 2月、EX THEATER ROPPONGI / KAAT神奈川芸術劇場 ほか） - クリフ 役
- ロッキー・ホラー・ショー （2017年11月16日 - 12月31日、Zeppブルーシアター六本木 / サンシャイン劇場 / 北九州芸術劇場 / 仙台サンプラザホール / まつもと市民芸術館 / 森ノ宮ピロティホール） - ブラッド役[78]
- 魔界転生（2021年4月7日 - 11日、愛知：刈谷市総合文化センター / 4月16日 - 28日、福岡：博多座 / 5月18日 - 28日[79]、東京：明治座 / 6月、大阪：博多座） - 天草四郎 役[80]
- パルコ・プロデュース2022「ロッキー・ホラー・ショー 」（2022年1月13日 - 2月28日、KAAT神奈川芸術劇場 / 森ノ宮ピロティホール / 上野学園ホール / 北九州芸術劇場 / PARCO劇場） - ブラッド役[81]
- ミュージカル「るろうに剣心 京都編」（2022年5月17日 - 6月24日、IHIステージアラウンド東京） - 主演・緋村剣心 役[82]
- 日本テレビ開局70年記念舞台「西遊記」（2023年11月3日 - 5日、オリックス劇場 / 11月10日 - 23日、博多座 / 12月27日 - 2024年1月2日、御園座 / 1月6日 - 28日、明治座）  - 三蔵法師 役[83][84]
- ミュージカル & 映画音楽「ドリーム・キャラバン 2023 with シンフォニック・ジャズ・オーケストラ」（2023年12月12日、梅田芸術劇場 メインホール）[85]
- PARCO PRODUCE 2024「リア王」（2024年3月8日 - 5月2日、東京芸術劇場プレイハウス / りゅーとぴあ 新潟市民芸術文化会館 劇場 / 刈谷市総合文化センター / SkyシアターMBS / キャナルシティ劇場 / まつもと市民芸術館） - エドガー 役[86][87]
- ミュージカル「ある男」（2025年8月4日 - 17日〈予定〉、東京建物 Brillia HALL / 8月23日・24日〈予定〉、広島文化学園HBGホール / 8月30日・31日〈予定〉、東海市芸術劇場 大ホール / 9月6日・7日〈予定〉、福岡市民ホール 大ホール / 9月12日 - 15日〈予定〉、SkyシアターMBS） - ある男・X役[88][89]
- MOJOプロジェクト-Musicals of Japan Origin project- 第2弾 ミュージカル「どろんぱ」（2026年3月〈予定〉 / 4月〈予定〉） - 烟々羅 役[90]

### アニメ

#### テレビアニメ
- クレヨンしんちゃんラブラブコンスペシャル（2006年、テレビ朝日） - 大谷敦士 役

#### 劇場アニメ
- 豆富小僧（2011年、ワーナー・ブラザース映画） - 袖引き小僧 役

### その他テレビ番組
- アジアで花咲け!なでしこたち（NHK BS1） - 語り
- アスリートの魂(NHK 小塚崇彦選手 回） - 語り
- なりきりバンド選手権!（2013年8月23日、NHK総合） - 司会
- テレメンタリー2018「僕だけにできること」(2018年11月4日、テレビ朝日） - 語り
- ニッポン印象派「太陽と風のキャンバス」(2019年1月20日、NHK BSプレミアム） - 語り
- 読売テレビ開局60年 正倉院の奇跡〜守り継がれた天皇の倉〜（2019年10月19日、読売テレビ制作、関西ローカル及びBS日テレ） - 旅人（インド）
- 劇場の灯を消すな！Bunkamuraシアターコクーン編 松尾スズキプレゼンツ アクリル演劇祭（2020年7月5日、WOWOWライブ）
- ぶらり途中下車の旅「小田急線の旅」(2021年3月28日、日本テレビ)[91]※初旅人
- 有吉のお金発見 突撃!カネオくん（2023年1月21日、NHK総合）
- ぽかぽか（2025年5月2日、フジテレビ）- 犬飼貴丈の代演

### CM
- ロート製薬 「メンソレータム アクネス」（2006年 - ）
  - 肌研 ブランドCM 「肌ラブ」篇 （2009年 - ）
- 森永乳業 （2006年 - ）
  - 「アロエヨーグルト」（2006年 - ）
  - 「赤いアロエヨーグルト」（2007年 - ）
- JRA CLUB KEIBA キャンペーン（2008年 - 2010年） - 佐藤浩市、大泉洋、蒼井優らと共演
- レオパレス21（2008年）
- エリエール ペットケアブランドElulu（2011年）

### ラジオ
- ドローンネット presents 小池徹平のSKY FIGHT（2021年1月6日 - 、ABCラジオ）
- FMシアター（NHK-FM）
  - 『海のお城がくれた夏』（2024年11月23日） - 石橋健人 役[92]

### 新聞
- 学生新聞 ※表紙[93]

## ディスコグラフィ

### シングル
|     | 発売日        | タイトル                             | 規格   | 規格品番                          | オリコン | 初収録アルバム  |
| --- | ------------- | ------------------------------------ | ------ | --------------------------------- | -------- | --------------- |
| 1st | 2007年2月14日 | 君に贈る歌/ラッキーでハッピー        | CD     | UMCK-5163（小池徹平ジャケット盤） | 2位      | pieces          |
| 2nd | 2007年4月25日 | my brand new way/Awaking Emotion 8/5 | CD     | UMCK-5169（小池徹平ジャケット盤） | 4位      | pieces          |
| 3rd | 2009年6月24日 | キミだけ                             | CD+DVD | UMCK-9285（初回限定盤）           | 4位      | Jack In The Box |
| 3rd | 2009年6月24日 | キミだけ                             | CD     | UMCK-5242（通常盤）               | 4位      | Jack In The Box |

### オリジナルアルバム
|     | 発売日        | タイトル        | 規格   | 規格品番                      | オリコン |
| --- | ------------- | --------------- | ------ | ----------------------------- | -------- |
| 1st | 2007年6月27日 | pieces          | CD+DVD | UMCK-9184（10万枚生産限定盤） | 6位      |
| 1st | 2007年6月27日 | pieces          | CD     | UMCK-1231（通常盤）           | 6位      |
| 2nd | 2009年7月15日 | Jack In The Box | CD+DVD | UMCK-9287（初回限定盤）       | 15位     |
| 2nd | 2009年7月15日 | Jack In The Box | CD     | UMCK-1318（通常盤）           | 15位     |

## ライブ

### サポートメンバー
| 人名     | パート                             |
| -------- | ---------------------------------- |
| 真藤敬利 | ピアノ、キーボード、バンドマスター |
| 菅田直人 | ドラムス                           |
| 斉藤昌人 | ベース                             |
| 木島靖夫 | ギター                             |
| 川畑大城 | パーカッション                     |

## 書籍

### 写真集
- 『first letter from TEPPEI』（西村彩子撮影、主婦と生活社、2005年7月15日。ISBN 978-4391131086）
- 『kiss me,kiss me teppei koike』（平間至撮影、主婦と生活社、2006年10月13日。ISBN 978-4391133370）
- 『青空散歩。』（Sai撮影、ワニブックス、2008年9月27日。ISBN 978-4-8470-4126-6）
- 『I was…』（主婦と生活社、2012年1月4日。ISBN 978-4-391-14143-6）
- 『I will…』（主婦と生活社、2012年2月17日。ISBN 978-4391141559）